# Códigos dos países (G)
- A
- B
- C
- D–E
- F
- G
- H–I
- J–K
- L
- M
- N
- O–Q
- R
- S
- T
- U–Z

## Gabão
| ISO 3166-1 numérico 266         | ISO 3166-1 alfa-3 GAB    | ISO 3166-1 alfa-2 GA              | ICAO cod aeroporto prefixo(s) FO  |
| E.164 cód tel(s) +241           | COI cód país —           | TLD cod país .ga                  | ICAO aeronave regis. prefixo(s) — |
| E.212 Mobile código país(s) 628 | OTAN Cód três-letras —   | OTAN Cód duas-letras (obsoleto) — | LOC MARC código(s) GO             |
| ITU Marítima ID (s) —           | ITU código de letras GAB | FIPS código de país(es) GB        | Licença código chapa G            |
| GS1 GTIN prefixo(s) —           | UNDP códigos de país GAB | WMO códigos de país GO            | ITU prefixos indicativo TRA-TRZ   |

## Gâmbia
| ISO 3166-1 numérico 270         | ISO 3166-1 alfa-3 GMB    | ISO 3166-1 alfa-2 GM              | ICAO cod aeroporto prefixo(s) GB  |
| E.164 cód tel(s) +220           | COI cód país —           | TLD cod país .gm                  | ICAO aeronave regis. prefixo(s) — |
| E.212 Mobile código país(s) 607 | OTAN Cód três-letras —   | OTAN Cód duas-letras (obsoleto) — | LOC MARC código(s) GM             |
| ITU Marítima ID (s) —           | ITU código de letras GMB | FIPS código de país(es) GA        | Licença código chapa WAG          |
| GS1 GTIN prefixo(s) —           | UNDP códigos de país GAM | WMO códigos de país GB            | ITU prefixos indicativo C5A-C5Z   |

## Geórgia
| ISO 3166-1 numérico 268         | ISO 3166-1 alfa-3 GEO    | ISO 3166-1 alfa-2 GE              | ICAO cod aeroporto prefixo(s) UG  |
| E.164 cód tel(s) +995           | COI cód país —           | TLD cod país .ge                  | ICAO aeronave regis. prefixo(s) — |
| E.212 Mobile código país(s) 282 | OTAN Cód três-letras —   | OTAN Cód duas-letras (obsoleto) — | LOC MARC código(s) GS             |
| ITU Marítima ID (s) —           | ITU código de letras GEO | FIPS código de país(es) GG        | Licença código chapa GE           |
| GS1 GTIN prefixo(s) 486         | UNDP códigos de país GEO | WMO códigos de país GG            | ITU prefixos indicativo 4LA-4LZ   |

## Alemanha
| ISO 3166-1 numérico 276         | ISO 3166-1 alfa-3 DEU    | ISO 3166-1 alfa-2 DE              | ICAO cod aeroporto prefixo(s) ED, ET     |
| E.164 cód tel(s) +49            | COI cód país —           | TLD cod país .de                  | ICAO aeronave regis. prefixo(s) —        |
| E.212 Mobile código país(s) 262 | OTAN Cód três-letras —   | OTAN Cód duas-letras (obsoleto) — | LOC MARC código(s) GW                    |
| ITU Marítima ID (s) —           | ITU código de letras D   | FIPS código de país(es) GM        | Licença código chapa D                   |
| GS1 GTIN prefixo(s) 400-440     | UNDP códigos de país GER | WMO códigos de país DL            | ITU prefixos indicativo DAA-DRZ, Y2A-Y9Z |

## Gana
| ISO 3166-1 numérico 288         | ISO 3166-1 alfa-3 GHA    | ISO 3166-1 alfa-2 GH              | ICAO cod aeroporto prefixo(s) DG  |
| E.164 cód tel(s) +233           | COI cód país —           | TLD cod país .gh                  | ICAO aeronave regis. prefixo(s) — |
| E.212 Mobile código país(s) 620 | OTAN Cód três-letras —   | OTAN Cód duas-letras (obsoleto) — | LOC MARC código(s) GH             |
| ITU Marítima ID (s) —           | ITU código de letras GHA | FIPS código de país(es) GH        | Licença código chapa GH           |
| GS1 GTIN prefixo(s) 603         | UNDP códigos de país GHA | WMO códigos de país GH            | ITU prefixos indicativo 9GA-9GZ   |

## Gibraltar
| ISO 3166-1 numérico 292         | ISO 3166-1 alfa-3 GIB    | ISO 3166-1 alfa-2 GI              | ICAO cod aeroporto prefixo(s) LX  |
| E.164 cód tel(s) +350           | COI cód país —           | TLD cod país .gi                  | ICAO aeronave regis. prefixo(s) — |
| E.212 Mobile código país(s) 266 | OTAN Cód três-letras —   | OTAN Cód duas-letras (obsoleto) — | LOC MARC código(s) GI             |
| ITU Marítima ID (s) —           | ITU código de letras GIB | FIPS código de país(es) GI        | Licença código chapa GBZ          |
| GS1 GTIN prefixo(s) —           | UNDP códigos de país —   | WMO códigos de país GI            | ITU prefixos indicativo —         |

## Grécia
| ISO 3166-1 numérico 300         | ISO 3166-1 alfa-3 GRC    | ISO 3166-1 alfa-2 GR              | ICAO cod aeroporto prefixo(s) LG         |
| E.164 cód tel(s) +30            | COI cód país —           | TLD cod país .gr                  | ICAO aeronave regis. prefixo(s) —        |
| E.212 Mobile código país(s) 202 | OTAN Cód três-letras —   | OTAN Cód duas-letras (obsoleto) — | LOC MARC código(s) GR                    |
| ITU Marítima ID (s) —           | ITU código de letras GRC | FIPS código de país(es) GR        | Licença código chapa GR                  |
| GS1 GTIN prefixo(s) 520-521     | UNDP códigos de país GRE | WMO códigos de país GR            | ITU prefixos indicativo J4A-J4Z, SVA-SZZ |

## Gronelândia
| ISO 3166-1 numérico 304         | ISO 3166-1 alfa-3 GRL    | ISO 3166-1 alfa-2 GL              | ICAO cod aeroporto prefixo(s) BG     |
| E.164 cód tel(s) +299           | COI cód país —           | TLD cod país .gl                  | ICAO aeronave regis. prefixo(s) —    |
| E.212 Mobile código país(s) 290 | OTAN Cód três-letras —   | OTAN Cód duas-letras (obsoleto) — | LOC MARC código(s) GL                |
| ITU Marítima ID (s) —           | ITU código de letras GRL | FIPS código de país(es) GL        | Licença código chapa KN (unofficial) |
| GS1 GTIN prefixo(s) —           | UNDP códigos de país —   | WMO códigos de país GL            | ITU prefixos indicativo —            |

## Granada
| ISO 3166-1 numérico 308         | ISO 3166-1 alfa-3 GRD    | ISO 3166-1 alfa-2 GD              | ICAO cod aeroporto prefixo(s) TG  |
| E.164 cód tel(s) +1 473         | COI cód país —           | TLD cod país .gd                  | ICAO aeronave regis. prefixo(s) — |
| E.212 Mobile código país(s) 352 | OTAN Cód três-letras —   | OTAN Cód duas-letras (obsoleto) — | LOC MARC código(s) GD             |
| ITU Marítima ID (s) —           | ITU código de letras GRD | FIPS código de país(es) GJ        | Licença código chapa WG           |
| GS1 GTIN prefixo(s) —           | UNDP códigos de país GRN | WMO códigos de país GD            | ITU prefixos indicativo J3A-J3Z   |

## Guadalupe
| ISO 3166-1 numérico 312         | ISO 3166-1 alfa-3 GLP    | ISO 3166-1 alfa-2 GP              | ICAO cod aeroporto prefixo(s) TF  |
| E.164 cód tel(s) +590           | COI cód país —           | TLD cod país .gp                  | ICAO aeronave regis. prefixo(s) — |
| E.212 Mobile código país(s) 340 | OTAN Cód três-letras —   | OTAN Cód duas-letras (obsoleto) — | LOC MARC código(s) GP             |
| ITU Marítima ID (s) —           | ITU código de letras GDL | FIPS código de país(es) GP        | Licença código chapa —            |
| GS1 GTIN prefixo(s) —           | UNDP códigos de país GUD | WMO códigos de país MF            | ITU prefixos indicativo —         |

## Guam
| ISO 3166-1 numérico 316         | ISO 3166-1 alfa-3 GUM    | ISO 3166-1 alfa-2 GU              | ICAO cod aeroporto prefixo(s) PG  |
| E.164 cód tel(s) +1 671         | COI cód país —           | TLD cod país .gu                  | ICAO aeronave regis. prefixo(s) — |
| E.212 Mobile código país(s) 535 | OTAN Cód três-letras —   | OTAN Cód duas-letras (obsoleto) — | LOC MARC código(s) GU             |
| ITU Marítima ID (s) —           | ITU código de letras GUM | FIPS código de país(es) GQ        | Licença código chapa —            |
| GS1 GTIN prefixo(s) —           | UNDP códigos de país —   | WMO códigos de país GM            | ITU prefixos indicativo —         |

## Guatemala
| ISO 3166-1 numérico 320         | ISO 3166-1 alfa-3 GTM    | ISO 3166-1 alfa-2 GT              | ICAO cod aeroporto prefixo(s) MG         |
| E.164 cód tel(s) +502           | COI cód país —           | TLD cod país .gt                  | ICAO aeronave regis. prefixo(s) —        |
| E.212 Mobile código país(s) 704 | OTAN Cód três-letras —   | OTAN Cód duas-letras (obsoleto) — | LOC MARC código(s) GT                    |
| ITU Marítima ID (s) —           | ITU código de letras GTM | FIPS código de país(es) GT        | Licença código chapa GCA                 |
| GS1 GTIN prefixo(s) 740         | UNDP códigos de país GUA | WMO códigos de país GU            | ITU prefixos indicativo TDA-TDZ, TGA-TGZ |

## Guernsey
| ISO 3166-1 numérico 831       | ISO 3166-1 alfa-3 GGY  | ISO 3166-1 alfa-2 GG              | ICAO cod aeroporto prefixo(s) —   |
| E.164 cód tel(s) —            | COI cód país —         | TLD cod país .gg                  | ICAO aeronave regis. prefixo(s) — |
| E.212 Mobile código país(s) — | OTAN Cód três-letras — | OTAN Cód duas-letras (obsoleto) — | LOC MARC código(s) —              |
| ITU Marítima ID (s) —         | ITU código de letras — | FIPS código de país(es) —         | Licença código chapa GBG          |
| GS1 GTIN prefixo(s) —         | UNDP códigos de país — | WMO códigos de país —             | ITU prefixos indicativo —         |

## Guiné
| ISO 3166-1 numérico 324         | ISO 3166-1 alfa-3 GIN    | ISO 3166-1 alfa-2 GN              | ICAO cod aeroporto prefixo(s) GU  |
| E.164 cód tel(s) +224           | COI cód país —           | TLD cod país .gn                  | ICAO aeronave regis. prefixo(s) — |
| E.212 Mobile código país(s) 611 | OTAN Cód três-letras —   | OTAN Cód duas-letras (obsoleto) — | LOC MARC código(s) GV             |
| ITU Marítima ID (s) —           | ITU código de letras GUI | FIPS código de país(es) GV        | Licença código chapa RG           |
| GS1 GTIN prefixo(s) —           | UNDP códigos de país GUI | WMO códigos de país GN            | ITU prefixos indicativo 3XA-3XZ   |

## Guiné-Bissau
| ISO 3166-1 numérico 624         | ISO 3166-1 alfa-3 GNB    | ISO 3166-1 alfa-2 GW              | ICAO cod aeroporto prefixo(s) GG     |
| E.164 cód tel(s) +245           | COI cód país —           | TLD cod país .gw                  | ICAO aeronave regis. prefixo(s) —    |
| E.212 Mobile código país(s) 632 | OTAN Cód três-letras —   | OTAN Cód duas-letras (obsoleto) — | LOC MARC código(s) PG                |
| ITU Marítima ID (s) —           | ITU código de letras GNB | FIPS código de país(es) PU        | Licença código chapa GW (unofficial) |
| GS1 GTIN prefixo(s) —           | UNDP códigos de país GBS | WMO códigos de país GW            | ITU prefixos indicativo J5A-J5Z      |

## Guiana
| ISO 3166-1 numérico 328         | ISO 3166-1 alfa-3 GUY    | ISO 3166-1 alfa-2 GY              | ICAO cod aeroporto prefixo(s) SY  |
| E.164 cód tel(s) +592           | COI cód país —           | TLD cod país .gy                  | ICAO aeronave regis. prefixo(s) — |
| E.212 Mobile código país(s) 738 | OTAN Cód três-letras —   | OTAN Cód duas-letras (obsoleto) — | LOC MARC código(s) GY             |
| ITU Marítima ID (s) —           | ITU código de letras GUY | FIPS código de país(es) GY        | Licença código chapa GUY          |
| GS1 GTIN prefixo(s) —           | UNDP códigos de país GUY | WMO códigos de país GY            | ITU prefixos indicativo 8RA-8RZ   |